# マエディ・ビスナ
マエディ・ビスナ（英:maedi-visna）は、レトロウイルス科レンチウイルス属のマエディ・ビスナウイルス感染を原因とするヒツジやヤギの感染症。
国際獣疫事務局の定めるリストB疾病であり、日本では家畜伝染病予防法において届出伝染病に指定されている。遅発性ウイルス感染症の1つであり、マエディ・ビスナウイルスは感染動物の乳汁を介して経口感染が成立するが、呼吸器感染および胎内感染の可能性もある。成獣の発症率は30%程度で、約2年の潜伏期の後、元気消失、呼吸困難を示す。脳脊髄炎発症例では徐々に進行し、四肢の麻痺や跛行、歩行困難を示し、衰弱死する。乳腺上皮細胞にも影響を及ぼすため、乳房炎を引き起こす場合もある。呼吸器症状によるものはマエディ、脳炎症状によるものはビスナと呼ばれ、初期の研究では両者は別種のウイルスによる感染症と考えられていた。マエディ・ビスナウイルスの分離に適切な培養細胞に摂取すると、2~3週間後に多核巨細胞を伴う細胞変性効果(CPE)が認められる。血清診断として寒天ゲル内沈降反応、ELISAが用いられる。ワクチンは実用化されておらず、治療法は存在しないため、患畜は淘汰される。